# Gesùkerk
De Gesùkerk (Frans: Église du Gesù) is een voormalig rooms-katholiek kerkgebouw te Sint-Joost-ten-Node, gelegen aan de Koningsstraat 165.

## Geschiedenis

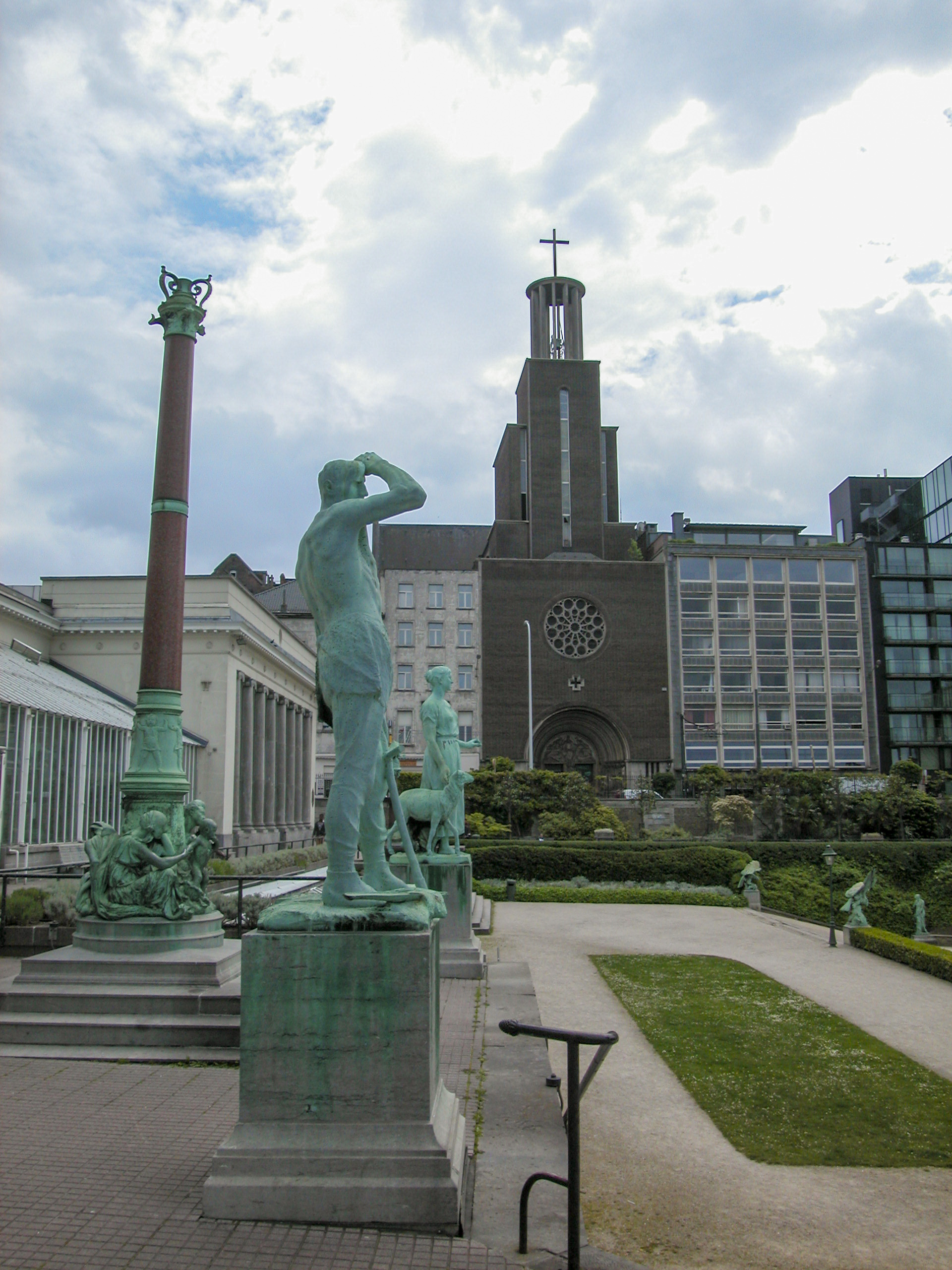
De Gesùkerk, gezien vanuit de Kruidtuin.

De jezuïeten vestigden zich in 1865 in een neoclassicistisch huis aan de Koningsstraat, mogelijk voorheen het huis van Jean-Baptiste Joseph Vifquain, en Louis Pavot ontwierp voor hen een neogotische kruiskerk die zich achter het huis bevond en waaraan gebouwd werd van 1860 tot 1865.
Tussen 1937 en 1939 werd de kerk verlengd tot aan de Koningsstraat. Omdat de omgeving dicht bebouwd werd, is het oorspronkelijk neogotisch bouwwerk vanaf de straat niet meer te zien. De bakstenen voorgevel aan de straatzijde werd ontworpen door Antoine Courtens en vooral het torentje werd beïnvloed door de art-decostijl, hoewel het ingangsportaal (met rondboog, tympaan en beelden van de twaalf apostelen) en het roosvenster meer traditionalistisch ogen.
Het complex met klooster, kerk, kapel en enkele neoclassicistische gebouwen, gelegen op de hoek van de Koningsstraat en de Dwarsstraat staat leeg sinds 2004. In 2007 verkochten de jezuïeten het hele complex aan vastgoedinvesteerder Pierre Buyssens. Hij richtte de nv Rue Royale op met de bedoeling om de site tot luxehotel te verbouwen. Na een eerste, in 2010 afgewezen bouwaanvraag gingen de gemeente Sint-Joost-ten-Node en het Brussels Hoofdstedelijk Gewest akkoord met een kleiner hotelproject, maar stadsverenigingen IEB en Arau gingen bij de Raad van State in beroep, waarna de vergunning verworpen werd. De Raad oordeelde dat het project afbreuk deed aan de huisvestingsfunctie van de locatie.
In 2019 werd voor de derde keer een nieuwe vergunning uitgereikt. Kort daarop verkocht Buyssens de de helft van de site voor ongeveer 10 miljoen euro aan VDD Project Development en de nv Redet. Zij planden koopwoningen en appartementen voor coliving.